# Stelle principali della costellazione del Pesce Australe
Segue un prospetto delle stelle principali della costellazione del Pesce Australe, elencate per magnitudine decrescente.